# You Can’t Stop Rock ’n’ Roll
You Can’t Stop Rock ’n’ Roll (рус. Рок-н-ролл не остановишь) — второй студийный альбом американской рок-группы Twisted Sister, вышедший в 1983 году. Песни «The Kids are Back», «I am (I’m Me)» и «You Can’t Stop Rock ’n’ Roll» были выпущены в качестве синглов.
Американская ассоциация звукозаписывающих компаний присвоила альбому золотой статус 13 ноября 1995 года. Metal-rules.com включил альбом в «100 лучших альбомов хеви-метала».

## Список композиций
Все композиции написаны Ди Снайдером.
Сторона А:
1. «The Kids are Back» — 3:16
2. «Like a Knife in the Back» — 3:03
3. «Ride to Live, Live to Ride» — 4:04
4. «I am (I’m Me)» — 3:34
5. «The Power and the Glory» — 4:20

Сторона Б:
1. «We’re Gonna Make It» — 3:44
2. «I’ve Had Enough» — 4:02
3. «I’ll Take You Alive» — 3:08
4. «You’re Not Alone (Suzette’s Song)» — 4:02
5. «You Can’t Stop Rock ’n’ Roll» — 4:40

Бонус-треки издания 2006 года 
1. «One Man Woman» — 3:09
2. «Four Barrel Heart of Love» — 3:04
3. «Feel the Power» — 3:12

## Участники записи
- Ди Снайдер — вокал;
- Эдди Охеда — ритм-гитара, соло-гитара;
- Джей Джей Френч — ритм-гитара, соло-гитара, бэк-вокал;
- Марк Мендоса — бас-гитара, бэк-вокал;
- Эй Джей Перо — ударные, перкуссия